# Доленґі
Доленґі (пол. Dołęgi) — село в Польщі, у гміні Щучин Ґраєвського повіту Підляського воєводства.
Населення — 130 осіб (2011).
У 1975-1998 роках село належало до Ломжинського воєводства.

## Демографія
Демографічна структура станом на 31 березня 2011 року:
|          | Загалом | Допрацездатний вік | Працездатний вік | Постпрацездатний вік |
| -------- | ------- | ------------------ | ---------------- | -------------------- |
| Чоловіки | 65      | 21                 | 36               | 8                    |
| Жінки    | 65      | 16                 | 32               | 17                   |
| Разом    | 130     | 37                 | 68               | 25                   |